# 啟航
啟航是澳門著名音樂創作人，活躍於台、港、澳不同類型的音樂創作，曾多次獲得獎項，亦是 853音樂創作顧問。近期作品有「平衡木」，「奏鳴曲」、「綠野仙蹤」、「神愛世人」、「細味人生」舞台劇音樂創作、「澳門．聖誕．2005」配樂創作、香港遊戲「小朋友齊打交」配樂創作、台灣遊戲「蕩神誌」配樂創作。

## 創作比賽
2003年	
- 台灣「中央大學西潮歌唱創作大賽」第一名
- 台灣「中央大學第五屆 Unplugged音樂大賽」創作組冠軍

2004年	
- 「心靈記號」獲得「第二屆至愛新聽力銅獎」
- 「蕩神誌」獲得「2004年遊戲基地金像獎最佳遊戲音樂」

2005年	
- 「中咒」獲得「０５至愛新聽力最佳演繹獎」

2006年
- 「小朋友齊打交」榮獲「第三屆香港數碼娛樂傑出大獎」
- 「神愛世人」獲得「第四屆至愛新聽力銅獎」

2007年    
- 「千里遙情」獲得「謳歌基本法歌曲創作比賽」優異獎

2008年    
- 「平衡木」獲得「第六屆至愛新聽力銅獎」及「最佳編曲獎」

## 音樂經驗
2003年
- 中央大學畢業MV「我的芭樂夏天」歌曲製作，配樂創作
- 首張個人創作大碟「Faraway Dream」推出

2004年
- 澳門唱片公司「Vocanimals Music」簽約詞曲創作
- 台灣「王道」遊戲配樂創作
- 台灣「慧筆小博士」英語教材音樂創作
- 台灣遊戲「蕩神誌」配樂創作

2005年	
- 先科技數碼動畫Profile - 音樂創作

2006年	
- 輝佳音樂大碟「Cafe de Macu 」發行，參與音樂製作
- 香港遊戲「LFO小朋友齊打交」 音樂製作
- 澳門藝術節 - 「歌舞劇細味人生」 - 音樂創作

2007年	
- 香港遊戲「三國拳霸」配樂創作
- 澳門電影「2005．聖誕」配樂創作，配樂創作．影片音效後續處理

2008年    
- mc.多媒體創作項目 「未命名的章節」音樂總監

## 近期工作
E網成名澳門區歌唱比賽音樂評判